# Dallos Miklós
Örkényi Dallos Miklós (Győr, ? – Győr, 1630. március 24.) győri püspök és királyi tanácsos.

## Élete
Dallos János győri bíró és Grebecsi Ilona fia volt. Ifjúságáról nem tudunk semmit. 1609 szeptemberében mint egri kanonokot káptalanja Bécsbe küldte idegen kézre jutott tizedeinek és egyéb jövedelmeinek visszaszerzése érdekében. Később az esztergomi főkáptalanba helyeztetett át; itt zólyomi főesperessé és olvasó kanonokká lett. Mint lectort küldé őt a káptalan 1616 októberében Prágába Pázmány Péterhez, az új hercegprimáshoz, ki őt később is bizalmával tisztelte meg; így 1618-ban a királyválasztó országgyűlésen jelent meg; a tanácskozásokat naplóba jegyezte föl és küldőit az országgyűlés mozzanatairól tudósította.
1619. május 23-án pécsi püspökké nevezték ki; ezen egyházmegyének azonban csak címét viselte, mert területének legnagyobb részét a törökök tartották elfoglalva; hihetőleg ezért s ugyanakkor királyi tanácsossá nevezték ki. Bethlen Gábor első támadásakor a király mellett volt a többi emigrált magyar főpapok mellett Bécsben. Első általunk ismert állami irata azon indokolt vélemény, melyet 1620. elején szerkesztett, midőn tanácsát kikérték aziránt, mily magatartást kelljen a királynak követni a Bethlen által Besztercebányára összehívott országgyűléssel szemben. Hihetőleg szintén a besztercei országgyűléshez intézte ő azon emlékiratát, melyben hazai törvényekből kimutatja a magyar egyházi rend jogainak, hatóságainak és birtokainak történeti jogosultságát. Ezen országgyűlés alatt részt vett a titkos tanácsnak június 19. ülésében, mely a Bethlennel kezdendő béketárgyalásokról tanácskozott és ekkor hosszabb beszédet mondott.
1621. január 19.-én a hainburgi értekezletre küldetett egyik királyi biztosul. Ezen értekezletről Dallos pontos naplót irt a király számára. A hainburgi béketárgyalások befejezése után ismét visszatért Bécsbe s itt folytatta szolgálatait. 1621 második felében a Bethlennel folytatott békealkudozásokra kiküldött királyi biztosok számára utasításokat irt. Részt vett nikolsburgi béketárgyalások alatt a titkos tanács üléseiben. A békeokmányok kicserélésének és a béke végrehajtásának módozatairól véleményt nyújtott be a kormánynak. Ugyanazon évben június 17. és október 11. között a váci püspökségre helyezték át, 1623. május 5-én pedig győri püspökké s ebből kifolyólag Győr vármegye örökös főispánjává neveztetett ki. Bethlennek a nikolsburgi béke elleni panaszaira emlékiratot szerkesztett, melyben kimutatá, hogy sem a király, sem a rendek a nikolsburgi béke ellen nem vétettek. A besztercebányai értekezletre 1623-ban kiküldött biztosok vezérévé a király Dallost nevezte ki. Ekkor részletes javaslatot szerkesztett arról, hogy mit kelljen Bethlen biztosaival szemben a király érdekeinek megóvására előterjeszteni. Az értekezlet után október 7.-én Bécsbe érkezett és átnyújtá a királynak kimerítő jelentését az alkudozások folyamáról.
1624-ben a Bethlen biztosaival megújított békealkudozásokban Bécsben élénk részt vett. Miután 1629-ben 25 000 forinttal a győri papnevelő intézetnek első alapját megvetette, hirtelen elhunyt.

## Munkái
- Dallos Miklós győri püspöknek politikai és diplomatiai iratai (1618–1626.) Közrebocsátják dr. Frankl Vilmos és Ráth Károly. Esztergom, 1867 (D. M. életrajzával Frankl Vilmostól. Ism. Századok)